# Zeit der Wünsche
Zeit der Wünsche oder türkisch Dilekler Zamanı ist ein deutscher Fernsehfilm von Tevfik Başer (Buch) und Rolf Schübel (Regie).
Das Fernsehdrama, mit dem sich zum ersten Mal in der deutschen Fernsehgeschichte in epischer Form der Geschichte der Einwanderung aus der Türkei in die Bundesrepublik Deutschland angenommen wird, erhielt 2005 beim Grimme-Preis den Publikumspreis und war ebenso für den Grimme-Preis im Bereich Fiction/Entertainment nominiert. Daneben wurde seine Hauptdarstellerin Lale Yavaş als beste jugendliche Schauspielerin in einem Fernsehfilm für den Undine Award nominiert.

## Allgemeine Informationen
Der Film ist eine Produktion der FILMFABRIK Spiel- und Dokumentarfilmproduktion GmbH in Co-Produktion mit dem WDR und BR unterstützt von der Filmstiftung Nordrhein-Westfalen und den Film-Fernseh-Fonds Bayern.
Unter dem Titel Zeit der Wünsche – Dilekler Zamanı erschien 2005 auch eine türkisch synchronisierte Fassung auf DVDs.

## Inhalt
Zeit der Wünsche erzählt die Geschichten dreier Freunde, der jungen Melike und der Burschen Mustafa und Kadir, aus einem anatolischen Dorf, die in den 1960er Jahren von der Bundesrepublik Deutschland als Arbeitskräfte angeworben werden. Zunächst genießen die drei noch ihre Jugend in der dörflichen Umgebung. Doch als Deutschland in den 1960er Jahren verstärkt türkische Arbeitnehmer anwirbt, verlassen neben vielen anderen jungen Männern auch Mustafa und Kadir das Dorf, weil sie in Deutschland ihr Geld verdienen wollen. An einen Wunschbaum hängt Melike den Wunsch, Mustafa möge bald zurückkehren, um sie zu heiraten. Doch Melike wartet vergeblich mehrere Jahre. Als Mustafa zu Melike zurückkehren will, taucht sein Freund Kadir auf. Kadir bekam aufgrund seiner verfaulten Zähne keine Arbeitserlaubnis für Deutschland, weshalb er sich dort illegal aufhält. Die Behörden sind ihm auf der Spur und er muss sich eine neue Identität besorgen. Mustafa gibt ihm Geld und arbeitet für eine lange Zeit weiter. Er schreibt Melike mehrere Briefe, die Yasar, der auf der Poststation des Dorfes arbeitet, jedoch heimlich verschwinden lässt. Als ihre Familie darauf drängt, geht Melike die Ehe mit dem im Dorf gebliebenen Yasar ein. Erst nach ihrer Hochzeit taucht Mustafa wieder im Dorf auf, er sieht seine Hoffnungen auf Melike enttäuscht und reist zurück nach Köln. Nach fünf unglücklichen Jahren Melikes mit Yasar und zwei Kindern hat Deutschland begonnen, vermehrt auch Frauen als Arbeitsmigrantinnen anzuwerben und Melike geht allein dorthin. Die Arbeiten, zu denen sie herangezogen wird, sind zwar hart, doch die junge Frau genießt es, die Fesseln der dörflichen Enge und der Familie abgestreift zu haben. Als sie in Köln zufällig Mustafa, inzwischen Kunstfotograf, wieder trifft, findet ihre beiderseitig lang ersehnte Liebe ihre leidenschaftliche Erfüllung. Nachdem Melikes Mann und ihre Kinder nach Deutschland nachgereist sind, kehrt sie zunächst in ihr altes Familienleben zurück, bleibt jedoch letztlich weiterhin unglücklich in diesem. Als sie schließlich herausfindet, dass Yasar ihre und die Liebesbriefe Mustafas hat verschwinden lassen, um Melike selbst heiraten zu können, reicht sie die Scheidung ein. Yasar kehrt in die Türkei zurück und fällt den Wunschbaum. An jenem Tag, an dem Mustafa Melike um ihre Hand bitten will, schießt der kurzzeitig aus der Türkei zurückgekehrte Yasar auf Melike. Mustafa findet Melike schwer verletzt auf der Straße. Sie stirbt und wird in ihrer anatolischen Heimat beerdigt.

## Sonstiges
Die Geschichte wird von der Hauptfigur Melike selbst post mortem erzählt: So wird dem Zuschauer am Anfang vermittelt, dass sie am Ende des Films erschossen wird.
Drehorte waren Kappadokien, Istanbul, Oberhausen, Köln und München.
Seine Erstausstrahlung hatte der 176-minütige Film als Zweiteiler in der ARD. 2007 und 2009 wurde er wiederholt.

## Kritiken
„Mit Zeit der Wünsche nehmen sich Regisseur Rolf Schübel (‚Gloomy Sunday‘) und Autor Tevfik Baser auf eindrucksvolle Weise der Geschichte der türkischen Gastarbeiter in Deutschland an. […] Ein emotionaler Film, der ein kultur- und zeitgeschichtlich interessiertes Publikum ansprechen dürfte.“

„Authentisch und längst überfällig“